# April 2010
| April 2010 |
| Månader under 2010: Januari · Februari · Mars · April · Maj · Juni · Juli · Augusti · September · Oktober · November · December ← December 2009 · Januari 2011 → |

## Händelser
- 1 april - En folkräkning genomförs i USA.
- 4 april – En kraftig jordbävning med styrkan 7,2 på momentmagnitudskalan drabbar de norra delarna av Mexiko och de sydvästra delarna av USA.
- 7 april – Kirgizistans sittande regering störtas av oppositionsanhängare i en blodig revolt där minst 76 människor dödas.
- 10 april – Polens president Lech Kaczyński och 89 andra högt uppsatta politiker, regeringstjänstemän samt militärer omkommer när landets regeringsplan störtar i närheten av den ryska staden Smolensk.
- 12 april – 12 människor omkommer och tiotals skadas i en allvarlig tågolycka orsakat av ett jordskred inträffar i norra Italien strax utanför Merano nära gränsen till Schweiz.
- 14 april
  - Vulkanen vid Eyjafjallajökull på Island får ett nytt kraftigare utbrott som leder till att en stor del av flygtrafiken i Europa tvingas ställas in på grund av utsläpp av aska.
  - Ett kraftigt jordskalv med magnituden 7,1 på momentmagnitudskalan inträffar i den kinesiska provinsen Qinghai på Tibetplatån.
- 16 april–26 april – 3 000 medlemmar i fackorganisationen Pappers strejkar på sex olika bruk runt om i Sverige.
- 21 april – Rättegången mot Röda korsets förre kommunikationsdirektör Johan af Donner inleds i tingsrätten.
- 20 april – En oljerigg i Mexikanska golfen strax utanför den amerikanska delstaten Louisianas kust exploderar, vilket resulterar i ett omfattande oljeutsläpp.
- 24 april – Svenska hovet meddelar att förlovningen mellan Prinsessan Madeleine och Jonas Bergström bryts och att det planerade bröllopet till hösten ställs in.
- 25 april – Heinz Fischer blir omvald som Österrikes förbundspresident för en andra mandatperiod på sex år.[1]

### Fotnoter
1. ↑  Per Eurenius (25 april 2010). ”President Fischer omvald i Österrike”. Sveriges radio. http://sverigesradio.se/sida/artikel.aspx?programid=83&artikel=3652439. Läst 11 september 2016.